# Corintia
Corintia (en griego, Κορινθία) es una unidad periférica de Grecia. Según el censo de 2021, tiene una población de 138 310 habitantes.
Es parte de la región del Peloponeso y su capital es la ciudad de Corinto.
Hasta el 1 de enero de 2011 fue una de las 57 prefecturas en que se dividía el país.

## Historia

Mapa del istmo de Corinto donde se aprecia el territorio de la antigua Corintia

En la Antigüedad, Corintia era el territorio gobernado por la ciudad de Corinto. Comprendía una parte del norte y otro parte del sur del istmo de Corinto.
Dicho territorio no era muy fértil, con excepción de la zona comprendida entre la ciudad y Sición, territorio que era compartido con esta ciudad.
Antiguamente, la frontera entre Corinto y Megara estaba en Cromión, pero posteriormente Corinto se extendió hasta más allá de las rocas Escironias y a los pasos de las montañas Gerania.
Al sur del istmo poseía una parte del Peloponeso que iba hasta la vertiente norte de las montañas de Argos y, por la costa, del golfo Sarónico hasta cerca de Epidauro. La frontera con Sición estaba en el río Nemea. También tenía frontera con Cleonas.
Al sur de Céncreas, el río Oneo fluía hacia el golfo Sarónico formando un promontorio llamado Quersoneso y una punta llamada Rito, y en medio había una bahía en la que los atenienses, bajo el mando de Nicias, desembarcaron en el 425 a. C. e intentaron apoderarse de la montaña Soligeo, pero aunque causaron fuertes pérdidas al ejército corintio, estos recibieron refuerzos y Nicias tuvo que reembarcar. 
Allí se encontraba la ciudad de Soligea y detrás, el puerto de Espireo (actual Frangolimani). En este puerto de Espireo, que carecía de habitantes, algunos barcos espartanos que allí se refugiaron fueron bloqueados por los atenienses en el 412 a. C.
Al sur de Corinto, en la parte norte de las montañas de Argos, estaba la ciudad de Tenea y probablemente la de Petra (de donde era originario Cipselo).
Al norte del istmo, en la parte oriental, había una llanura orientada al golfo Sarónico y al oeste una zona de montañas dirigidas al golfo de Corinto. La punta noreste se llamaba Olmias y la suroeste Hereo (actual San Nicolas o Melankávi). Este distrito, con forma de península, llevó el nombre de Perea o Pireo (actual península de Perajora), donde se encontraban Énoe y un importante santuario de Hera (el Hereo). En Perea hizo una campaña Agesilao el 390 a. C. ocupando Énoe y el Hereo. Allí había también, cerca del Hereo, unas aguas termales (actualmente Lutraki) en el camino que llevaba hacia Lequeo. Cerca del Hereo había un lago con el mismo nombre que actualmente se llama Vuliasméni.
Entre el istmo y las rocas Escironias se hallaban Sidunte y Cromión y al este el templo de Apolo Latoo que marcaba el límite con Megara, probablemente cerca de la ciudad actual de Kineta.

## Municipios
Desde 2011 se divide en 6 municipios:
- Corinto
- Loutraki-Perachora-Agioi Theodoroi
- Nueva Nemea
- Sikyona
- Velo-Vocha
- Xylókastro-Evrostina

## Ciudades importantes
- Corinto (Gr. Κόρινθος) pobl. 1991: 28.071 - 2001: 30.434
- Loutraki (Λουτράκι) pobl. 1991: 8.876 - 2001: 10.673
- Kiato (Κιάτο) pobl. 1991: 9.212 - 2001: 9.655
- Xylokastro (Ξυλόκαστρο) pobl. 1991: 5.633 - 2001: 5.173
- Agioi Theodoroi (Άγιοι Θεόδωροι) pobl. 1991: 3.550 - 2001: 4.963
- Zevgolatio (Ζευγολατείο) pobl. 1991: 3.604 - 2001: 4.119
- Nemea (Νεμέα) pobl. 1991: 4.001 - 2001: 4.078
- Lechaio (Λέχαιο) pobl. 1991: 2.276 - 2001: 3.726
- Velo (Βέλο) pobl. 1991: 3.179 - 2001: 3.017
- Vrahati (Βραχάτι) pobl. 1991: 2.224 - 2001: 2.656
- Assos (Άσσος) pobl.. 1991: 1.858 - 2001: 2.372

## Población
| Año  | Población | Evolución       | %       | % del país |
| ---- | --------- | --------------- | ------- | ---------- |
| 1981 | -         | -               | -       | -          |
| 1991 | 132.129   | -               | -       | -          |
| 2001 | 144.527   | 12.398 / 9,38 % | 14,07 % | 4,53 %     |
| 2021 | 138.310   |                 |         |            |